# Narzeczona reanimatora
Narzeczona reanimatora – komedia grozy z roku 1990 w reżyserii Briana Yuzny, kontynuacja filmu Reanimator. Film nie jest ekranizacją powieści Howarda Phillipsa Lovecrafta Herbert West – Reanimator, ale część scen nawiązuje do ostatnich epizodów tego utworu. Poza tym, tytuł filmu i niektóre jego wątki odsyłają do klasycznego horroru Narzeczona Frankensteina.

## Fabuła
Dr Herbert West i jego kolega Dan Cain, pracownicy Uniwersytetu Miskatonic, kontynuują swoje rozpoczęte w poprzedniej części eksperymenty w zakresie przywrócenia do życia zmarłych. West wynajmuje w tym celu dom obok cmentarza, w piwnicy którego prowadzi swoje prace, tworząc między innymi "istoty" złożone ze fragmentów ciał różnych gatunków. Policjant Leslie Chapham dowiaduje się, że z kostnicy znikają fragmenty trupów i zaczyna podejrzewać Westa.
Tymczasem patomorfolog dr Graves przywraca do życia głowę doktora Hilla, który chce zemścić się na Weście. West i Cain przygotowują przełomowy eksperyment stworzenia żywej osoby z fragmentów ciał kilku kobiet, wykorzystując serce byłej ukochanej Dana.

## Obsada
- Jeffrey Combs - Herbert West
- Bruce Abbott - Dan Cain
- Claude Earl Jones - Leslie Chapham
- David Gale - dr Carl Hill
- Fabiana Udenio - Francesca Danelli
- Kathleen Kinmont - Gloria / Narzeczona